# Peter Autschbach

Peter Autschbach, 2020

Peter Autschbach (* 19. September 1961 in Siegen) ist ein deutscher Gitarrist, Komponist und Musikpädagoge.

## Biografie

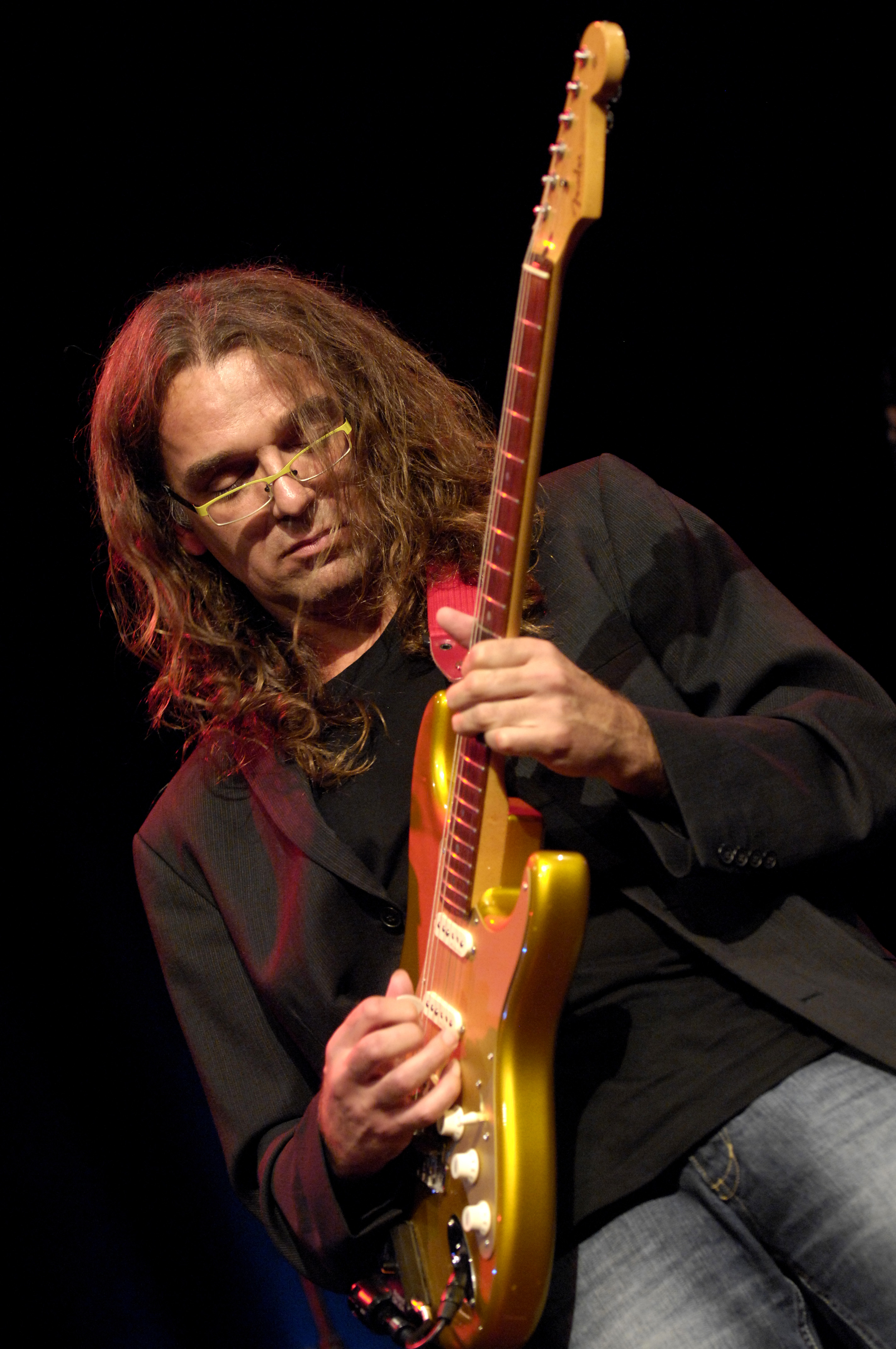
Peter Autschbach 2007 beim Gitarrenfestival „Open Strings“ in Osnabrück

Peter Autschbach erlernte das Gitarrenspiel zunächst als Autodidakt, 1988/89 war er privater Gitarrenschüler von Joe Pass. 1990 schloss er ein Jazz-Studium an der Hochschule für Musik Köln mit Auszeichnung ab. Er wirkte in der Rockoper Tommy des The-Who-Gitarristen Pete Townshend zwischen 1995 und 2005 als Gitarrist in etwa 1000 Shows mit.
2002 war er Schauspieler, Gitarrist und Sänger bei der Beatles-Show „All You Need Is Love“. Am Theater Dortmund war er Gitarrist bei Musicals wie Cabaret (2002) oder West Side Story (2004). Später war er Gitarrist bei dem Queen-Musical We Will Rock You in Köln und Wien. Seit 1998 tourt Peter Autschbachs Formation Terminal A durch das In- und Ausland, beispielsweise auf den Leverkusener Jazztagen, dem WDR Jazzfestival oder dem Kumanovo-Jazzfestival in Mazedonien. Auch solo und in Zusammenarbeit mit Barbara Dennerlein, Philip Catherine, Ramesh Shotham, Martin Kolbe, Dave Goodman, Jacques Stotzem, Joscho Stephan und Ulli Bögershausen gab Peter Autschbach Konzerte.
Seit 2009 spielt Autschbach im Duo mit der Sängerin Samira Saygili. Seit 2010 arbeitet er mit dem Gitarristen Ralf Illenberger zusammen, beide Duos gaben seitdem Hunderte von Konzerten. Der Gypsy-Jazz-Gitarrist Joscho Stephan startete 2020 zusammen mit Peter Autschbach ein Gitarrenduo, das zunächst im Rahmen einiger Online-Konzerte und später bei Live-Auftritten vorgestellt wurde. Im Jahr 2022 formierte sich die Band TA2 mit der Violinistin Marta Danilkovich, dem Bassisten Nico Deppisch und dem Schlagzeuger Jan Melnik. Für das Quartett erstellte Peter Autschbach die Kompositionen, die am 6. August 2022 mit dem Percussionisten José Cortijo als Gast uraufgeführt wurden.
Seit 2025 betreibt Autschbach eine E-Learning-Plattform rund um das Thema Jazzgitarre.

## Wirken

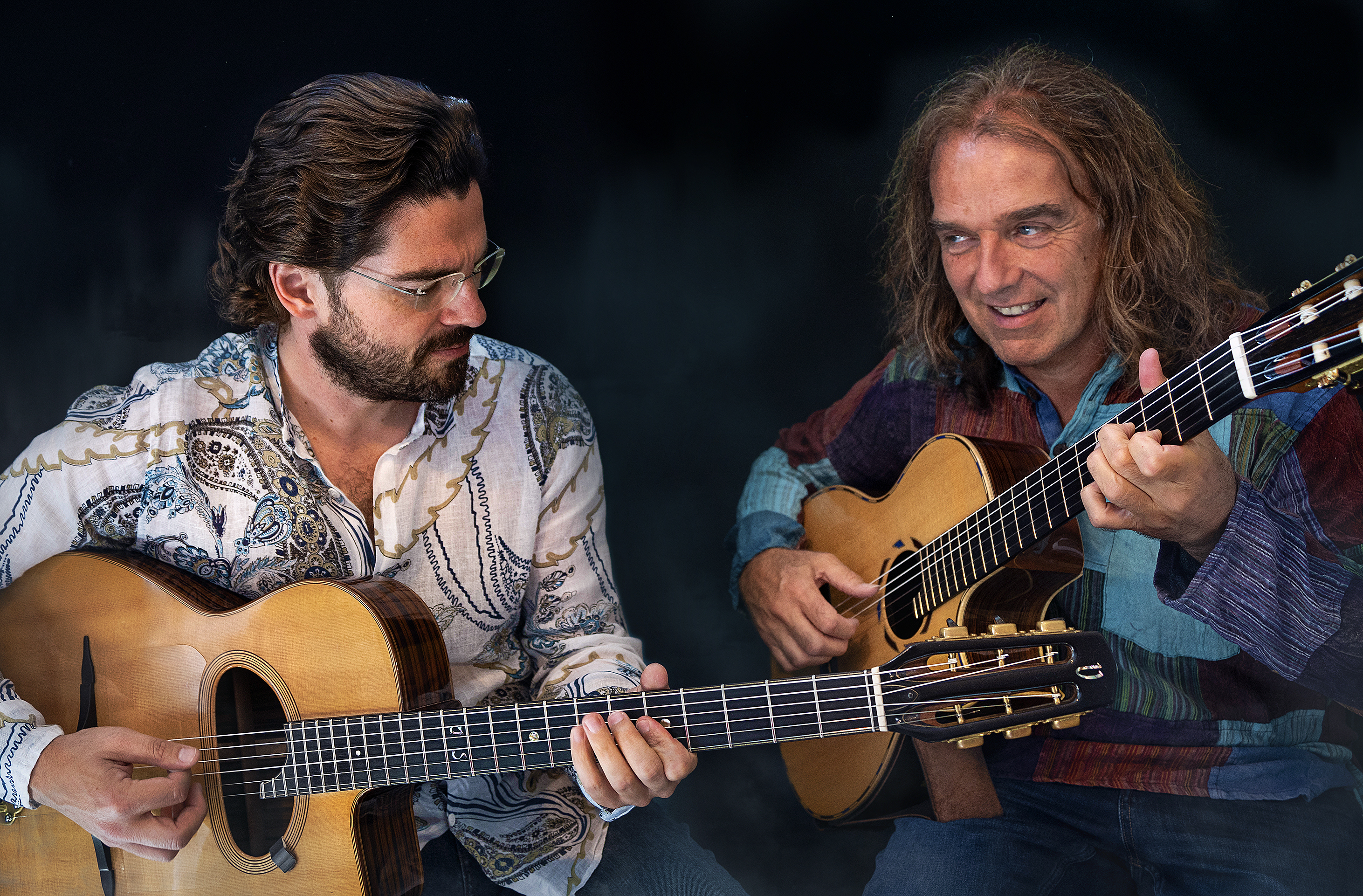
Joscho Stephan im Duo mit Peter Autschbach, 2020

Seit 1998 wurden Peter Autschbachs Kompositionen in unterschiedlichen Besetzungen von Gitarre solo bis zum Orchester auf mittlerweile 19 CDs aufgezeichnet. Der US-Gitarrenhersteller Larrivée entwickelte 2013 eine E-Gitarre nach Autschbachs Vorstellungen, das „Autschbach Model“. Larrivée setzte dabei Peter Autschbachs Idee eines neuartigen Tonabnehmers mit zueinander versetzten Spulen (twisted coil Humbucker) in die Tat um.
Auch der Wolfratshausener Gitarrenbaumeister Joe Striebel ehrte den Musiker mit mittlerweile vier verschiedenen Autschbach-Signature-Serien. Als Sologitarrist und Interpret seiner Fingerstyle-Kompositionen wurde Peter Autschbach für Tourneen nach Singapur (2011, 2012 und 2019) und Japan (2014 und 2017) eingeladen. Zusammen mit dem Gitarristen Ralf Illenberger erschienen drei CDs mit Kompositionen der beiden Akteure.
Im Jahr 2017 schuf Peter Autschbach Musik, Text und Arrangement für den Song Wir sind Demokratie als Auftragskomposition für die Industriegewerkschaft IG Bergbau, Chemie, Energie. Das Stück wurde mit den Sängerinnen Samira Saygili und Sabine Kühlich und über 60 beteiligten Musikern am 8. Oktober 2017 in Hannover zur Eröffnung des Gewerkschaftskongresses der IG-BCE uraufgeführt. Das japanische Label Da Vinci veröffentlichte im April 2018 Peter Autschbachs Solo-Jazzgitarren-Album Begin At The End.
Im November 2018 war Autschbach mit Samira Saygili und Peter Finger im Rahmen der International Guitar Night- Tournee zu hören. Dabei stellten die beiden ihr Ende 2018 erschienenes Duo-Album Sweeter Than Honey vor. Im Mai 2019 erreichte das Duo Saygili-Autschbach das Finale beim Wettbewerb „Int. Jazz-Competition Bucharest“. Am 14. Dezember 2019 gewannen die beiden mit dem Song Holobiont (Musik: Peter Autschbach, Text: Samira Saygili) den 1. Preis in der Kategorie „Best Singer“ und eine Auszeichnung in der Sonderkategorie „Bester Gitarrist“ bei der Veranstaltung Deutscher Rock und Pop Preis.
Im März 2021 erschien das Album Sundowner zusammen mit Joscho Stephan, auf dem Peter Autschbach auch als Sänger zu hören ist. Auf dem Album „Sing!“ mit Samira Saygili, das im November 2021 erschien, präsentiert er sich ebenfalls als Sänger, Gitarrist und Komponist. Der Song Starlight von diesem Album gewann beim „39. Deutschen Rock und Pop Preis“ Platz 1 als „beste Komposition 2021“ und weitere Auszeichnungen in den Kategorien „bester Gitarrist“, „bester Song 2021“ und „beste*r Solosänger*in“. 2022 wurde Peter Autschbach als Jurymitglied zum Wettbewerb „Int. Jazz-Competition Bucharest“ eingeladen.
Im Mai 2023 erschien das Album TA2 seiner Band TA2 als CD und digital. Es beinhaltet neun Eigenkompositionen, ein Cover des Songs „Love Games“ der Band Level 42 und eine Interpretation des Hendrix-Klassikers „Little Wing“.
Im Herbst 2023 ging Peter Autschbach mit TA2 auf eine Tournee durch Deutschland. Bei den insgesamt 20 Konzerten wirkten neben Marta Danilkovich und Nico Deppisch der US-Schlagzeuger Jordan Proffer aus Dallas, Texas mit. Im Dezember 2023 erhielt TA2 fünf Auszeichnungen bei der Veranstaltung „41. Deutscher Rock und Pop Preis“: „Beste Fusion-Jazz-Rock-Band“, „Bestes Fusion-Jazz-Rock-Album“, „Bester Fusion-Jazz-Rock-Song“ (Welcome Marta), „bester Schlagzeuger“ (Jan Melnik) und „bester Gitarrist“ (Peter Autschbach).
Im November 2024 erschien das Album Reflections mit sechs Kompositionen Autschbachs, bei denen er verschiedene Akustikgitarren spielt, darunter ein bundloses Instrument von Joe Striebel. Für diese Produktion arrangierte er außerdem die Stücke „Babylon Sisters“ und „Deacon Blues“ der amerikanischen Band Steely Dan für Gitarre solo und Stimme.

## Lehrbuchautor und Musikdozent
Seit 1990 unterrichtet Autschbach an der Musikschule Lennestadt, leitet Gitarrenworkshops in Deutschland, Europa und Asien und er hat 19 Lehrbücher für Gitarre und Gitarrenschulen veröffentlicht. Dabei entwickelte er neue, von vielen Lehrern verwendete didaktische Methoden wie das E-Gitarrenlehrbuch „Let's Rock“ und die zweibändige Akustikgitarrenschule „Rock On Wood“. Das 2016 bei Schott Music erschienene Lehrbuch „Gitarre lernen mit Zacky und Bob“ für Kinder im Alter ab 6 Jahren vermittelt von Anfang an ein Spiel auf dem gesamten Griffbrett, wodurch die Gitarre als Ganzes erlebt werden kann. Zu diesem Zweck hat Autschbach für dieses zweibändige, von der Grafikerin Selina Peterson illustrierte Werk 90 leicht spielbare Gitarrenstücke komponiert. Auf einer Homepage zum Buch gibt es zu jedem Stück erklärende Videos. Für die Fachzeitschrift Akustik Gitarre schreibt Peter Autschbach seit 1999 eigene Kompositionen für die Reihe „Fingerstyle Jazz“; seit 2011 wirkt er zudem als Gitarren-Dozent der Kolumnen „Acoustic Rock“ und „Guitar Hero“ bei dem Workshop-Magazin Acoustic Player mit.

## Komponist
Autschbachs Kompositionen machen einen Großteil seines Schaffens aus. Schon sein Debütalbum „Chasing The Beat“ beinhaltete ausschließlich Eigenkompositionen. Peter Autschbach hat über Jahrzehnte eine eigene Tonsprache entwickelt, die Elemente des Jazz, Blues, Rock und lateinamerikanischer Musik aufgreift. Dabei sorgen unerwartete Modulationen und Rhythmuswechsel für Überraschungen, trotzdem bleibt die Musik mit ihren singbaren Melodien stets tonal und kann so auch von weniger erfahrenen Hörern verstanden und geschätzt werden. Autschbachs Interpretationen bekannter Werke werden durch Reharmonisation und oftmals durch neue Rhythmisierung in die bei den eigenen Kompositionen wiedererkennbare Stilistik integriert.

## Schriften

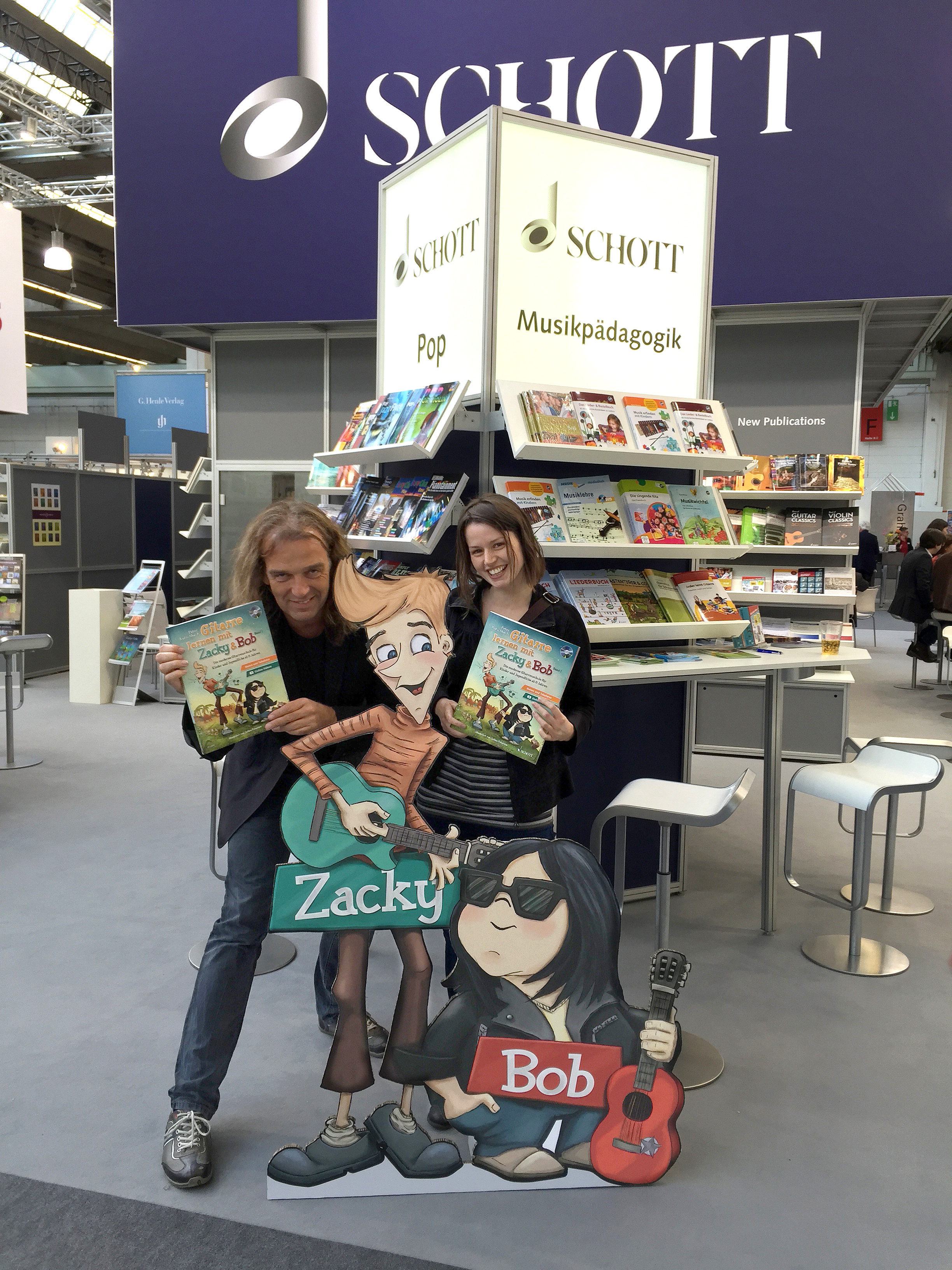
Peter Autschbach und Selina Peterson auf der Musikmesse 2016

- 2001 Gitarre Pur Band 1, stilübergreifendes Lehrmaterial, Noten, Tabulaturen und CD, Acoustic Music Books, Wilhelmshaven
- 2003 Gitarre Pur Band 2, stilübergreifendes Lehrmaterial, Noten, Tabulaturen und CD, Acoustic Music Books, Wilhelmshaven
- 2008 Let’s Rock. E-Gitarrenschule für Ein- und Umsteiger. Lehrbuch mit CD, Acoustic Music Books, Wilhelmshaven, ISBN 978-3-86947-090-0
- 2009 Improvisation Vol. 1, Blues-Rock und Akustikgitarren-Improvisation mit Hilfe der Pentatonik, Noten, Tabulaturen und DVD, Fingerprint
- 2009 Improvisation Vol. 2, Diatonische Skalen für anonyme Pentatoniker, Noten, Tabulaturen und DVD, Fingerprint, Osnabrück
- 2010 On Stage, 16 Kompositionen von Peter Autschbach und zwei Joe-Pass-Transkriptionen, Noten, Tabulaturen und CD. Acoustic Music Books, Wilhelmshaven
- 2011 Rock on Wood Band 1 Die Gitarrenschule für Akustik-Rock. Noten, Tabulaturen und DVD-Rom, Acoustic Music Books, Wilhelmshaven
- 2011 Best of Martin Kolbe + Ralf Illenberger, Compositions for 2 guitars, Acoustic Music Books, Wilhelmshaven
- 2011 Theorie-Basics für Gitarristen Vol.1, Harmonielehre ohne Noten mit DVD, Fingerprint, Osnabrück
- 2011 Theorie-Basics für Gitarristen Vol.2, Harmonielehre ohne Noten mit DVD, Fingerprint, Osnabrück
- 2012 All in One - Rock Guitar Solos mit CD, Acoustic Music Books, Wilhelmshaven
- 2013 All in One - Blues Guitar Solos mit CD, Acoustic Music Books, Wilhelmshaven
- 2015 Rock on Wood Band 2 Die Gitarrenschule für Akustik-Rock. Noten, Tabulaturen und DVD-Rom, Acoustic Music Books, Wilhelmshaven
- 2016 Gitarre lernen mit Zacky und Bob Band 1 mit CD, Gitarrenlehrbuch für Kinder, Schott Music, Illustration: Selina Peterson
- 2017 Gitarre lernen mit Zacky und Bob Band 2 mit CD, Gitarrenlehrbuch für Kinder, Schott Music, Illustration: Selina Peterson
- 2018 Meine Lieblingsstücke, Autschbach-Kompositionen und Arrangements, Noten, Tabulaturen und CD, Fingerprint, Osnabrück
- 2019 Das Songbuch von Zacky und Bob, 15 Vorspielstücke mit Online-Audiodateien, Schott Music, Illustration: Selina Peterson
- 2020 Ü40 Gitarrensongbuch, 20 Killersongs, Noten, Tabulaturen und Online-Audiodateien, Schott Music
- 2021 Jazzgitarrenbu.ch, Lehrbuch für Jazz-Gitarre, Noten, Tabulaturen und Online-Videos, Schott Music, ISBN 978-3-7957-9934-2, ISMN 979-0-00121253-3
- 2023 E-Gitarre lernen mit Zacky und Bob, Video-Gitarrenschule für den Unterricht ab 6 Jahren, Schott Music, Illustration: Selina Peterson, ISBN 978-3-7957-3099-4, ISMN 979-0-001-21806-1

## Zeitschriftenbeiträge
- seit 1999 Workshop Fingerstyle Jazz in Akustik Gitarre
- seit 2011 Workshop Acoustic Rock und Guitar Hero in Acoustic Player

## Diskografische Hinweise
- 1998 Chasing the Beat (CD)
- 2000 Under The Surface (CD)
- 2002 Feelin' Dunk (CD) feat. Barbara Dennerlein - Hammond Organ
- 2004 Pass It on (CD) (A Tribute to Joe Pass)
- 2006 Transcontinental (CD) Peter Autschbach's Terminal A
- 2009 Summer Breeze (CD)
- 2012 No Boundaries (CD) Peter Autschbach & Ralf Illenberger
- 2014 You and Me (CD)
- 2014 Songs From the Inside (CD) mit Martin Kolbe
- 2014 One Mind (CD) Peter Autschbach & Ralf Illenberger
- 2017 Slow Motion (CD)
- 2017 Wir sind Demokratie (CD) Peter Autschbach
- 2017 Zero Gravity (CD) Peter Autschbach & Ralf Illenberger
- 2018 Begin At The End (CD) Peter Autschbach
- 2018 Sweeter Than Honey (CD) Samira Saygili & Peter Autschbach
- 2021 Sundowner (CD und Vinyl-LP) Joscho Stephan & Peter Autschbach
- 2021 Sing! (CD) Samira Saygili & Peter Autschbach
- 2023 TA2 (CD) Peter Autschbach's TA2
- 2024 Reflections (CD und Vinyl-LP)